# إدواردو كاسا
إدواردو كاسا (بالإسبانية: Eduardo Casa)‏ هو مهندس أرجنتيني، ولد في 1935، وتوفي في 24 يناير 2004.